# Kunduzağılı, Artova
Kunduzağılı là một xã thuộc huyện Artova, tỉnh Tokat, Thổ Nhĩ Kỳ. Dân số thời điểm năm 2011 là 186 người.